# Sint-Stefanuskerk (Montzen)

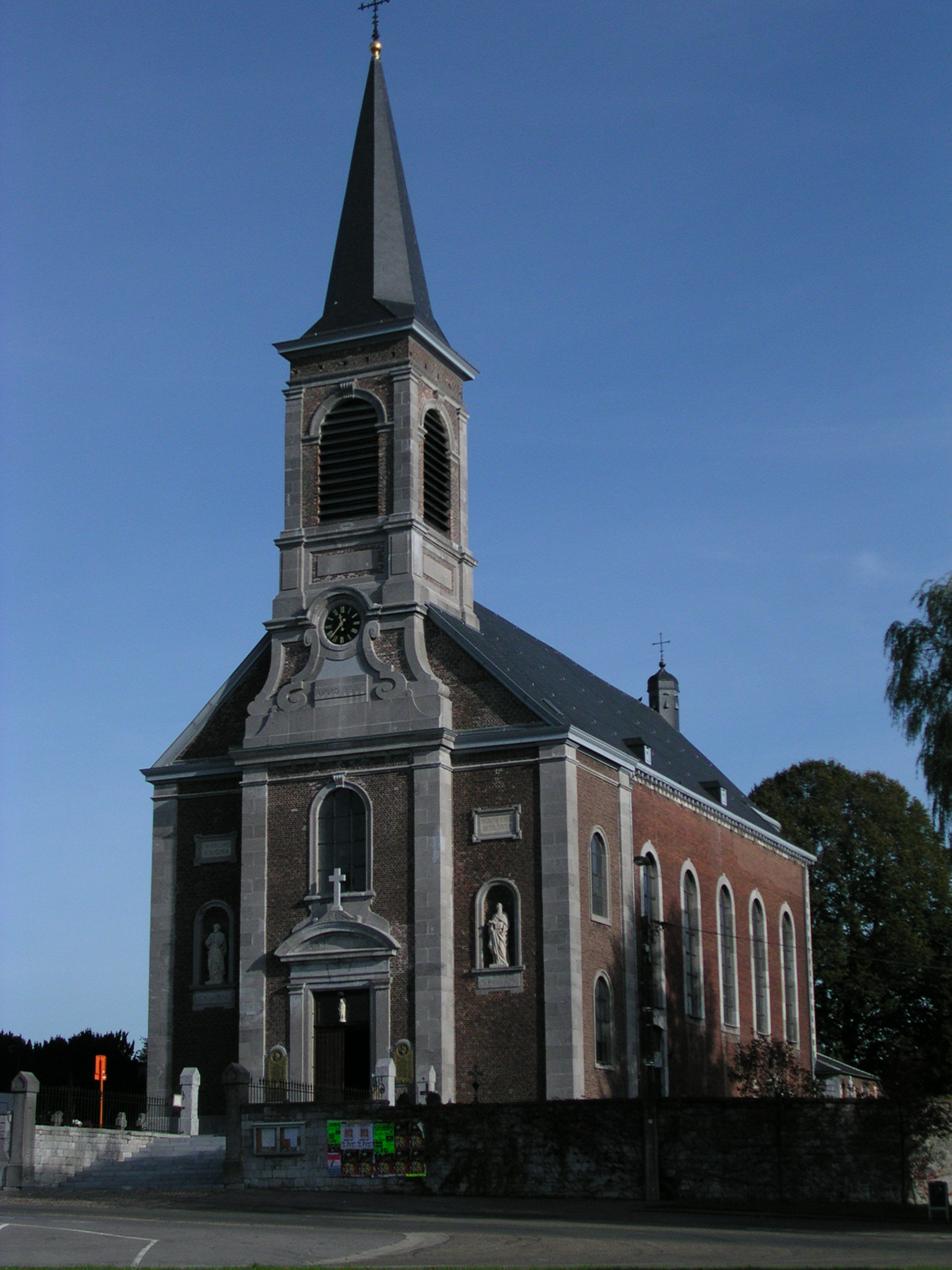
Sint-Stefanuskerk

De Sint-Stefanuskerk (Église Saint-Etienne) is de parochiekerk van het tot de Belgische gemeente Plombières behorende dorp Montzen, gelegen aan het Place Communale.

## Geschiedenis
In 1649 werd de parochie gesticht. Deze parochie was afhankelijk van het Onze-Lieve-Vrouwekapittel te Aken. De kerk werd gewijd in 1724. De huidige kerk werd in 1781 gebouwd op de plaats van de voorganger, en is in classicistische stijl. Het ontwerp zou van Joseph Moretti zijn, maar het bewijs hiervoor is onduidelijk. Het is een eenbeukige kerk met een smaller koor dat afgesloten wordt door een halfronde apsis. Als materiaal werd baksteen gebruikt met kalkstenen versieringen en omlijstingen.
De kerk heeft een ingebouwde toren, welke in 1865 werd herbouwd.

## Interieur
Het hoofdaltaar in rococostijl is van 1783, vervaardigd door Hubert Hyard. Het zijaltaar, eveneens van 1783, is in Lodewijk XVI-stijl en werd vervaardigd door Jean Soiron en Van der Steyden. Ook de communiebank, de preekstoel en een biechtstoel in Lodewijk XVI-stijl werd door Jean Soiron vervaardigd, eind 18e eeuw.
De kerk bevat stucwerk van 1783, waaronder de triomf van Sint-Stefanus in reliëf. Het doopvont is van 1753. Het oksaal is eind-18e-eeuws. Een aantal heiligenbeelden van omstreeks 1730 zijn eveneens aanwezig. Het orgel werd vervaardigd door Joseph Binvignat in het laatste decennium van de 18e eeuw.